# Бахман, Карл Йозеф фон
Карл Йозеф Антон Леодегар фон Бахман (фр. Karl Josef Anton Léodegard von Bachmann; 3 марта 1734 ― 3 сентября 1792) ― швейцарский аристократ и офицер. Командовал Швейцарским полком во время штурма дворца Тюильри 10 августа 1792 года.

## Биография
Карл Йозеф фон Бахман родился в знатной семье из Нефельса. Его отец, Карл Леонхард фон Бахман, имел чин лагерного маршала. Брат Карла Йозефа, Никлаус Франц фон Бахман, впоследствии также стал генералом. Как и многие из его предков, Карл Йозеф поступил на службу французской короне в качестве офицера швейцарских войск.

## Военная карьера во Франции
В 1749 году Бахман поступил на службу к французскому королю. Служил в роте под командованием своего отца (в полку де Кастелла), где был возведён в чин энсина. В 1750 году был произведён в капитаны гренадеров этого же полка. В 1756 году был поставлен командовать двумя ротами полка. В 1762 году получил чин майора в полку Вальднера фон Фройденштайна.
В этот же период Карл Йозеф принял участие в Семилетней войне. В 1764 году Бахман стал подполковником и был переведён в полк Швейцарских гвардейцев, где он сохранил свой чин, хотя официально значился майором полка. В 1768 году он получил звание бригадного генерала. В 1780 году стал лагерным маршалом, хотя в то же время, был майором швейцарских гвардейцев. В 1778 году Бахман был удостоен королевского военного ордена Святого Людовика.
В 1792 году стал командующим роты полка Швейцарских гвардейцев.

## Смерть
Майор Бахман непосредственно командовал девятью сотнями швейцарских гвардейцев во время восстания 10 августа, когда революционеры взяли штурмом дворец Тюильри. Номинальный начальник караула, полковник д'Аффри, был болен и поручил Бахману задачу провести полк в центр Парижа вечером 9 августа. Развернув полк швейцарцев во дворце, майор Бахман сопроводил короля Людовика XVI и королевскую семью в Национальное собрание, где те искали убежища. Около 650 швейцарских гвардейцев были убиты либо в ходе боёв, которые спонтанно вспыхнули вскоре после этого, либо уже после своей капитуляции.
Арестованный революционерами майор Бахман был обвинён в государственной измене за свой приказ швейцарской гвардии оказать сопротивление штурму королевского дворца, нанеся тем самым оскорбление «Его величеству народу». Бахман отказался признать суд, который судил его, поскольку он, как швейцарский солдат на французской службе, должен был быть судим специальным судом. Судебный процесс над ним был прерван поздним вечером 2 сентября 1792 года, когда начались массовые убийства сотен политических заключённых в тюрьмах Консьержери и л’Аббеи. 17 августа толпа линчевателей ворвалась в зал судебного заседания, где находились майор Бахман и другие швейцарские гвардейцы, но была вынуждена отступить, судьи приказали очистить помещение.
Бахман был приговорён к смертной казни и гильотинирован 3 сентября 1792 года. Вступил на эшафот в красном мундире швейцарского гвардейца. Данный эпизод был отмечен французским поэтом Альфонсом де Ламартином в одной из его работ.

## Умирающий лев в Люцерне
Имя Йозефа Бахмана выгравировано вторым в списке погибших гвардейцев на памятнике Умирающий лев в Люцерне (скульптор ― Бертель Торвальдсен).